# 哈乌尔河

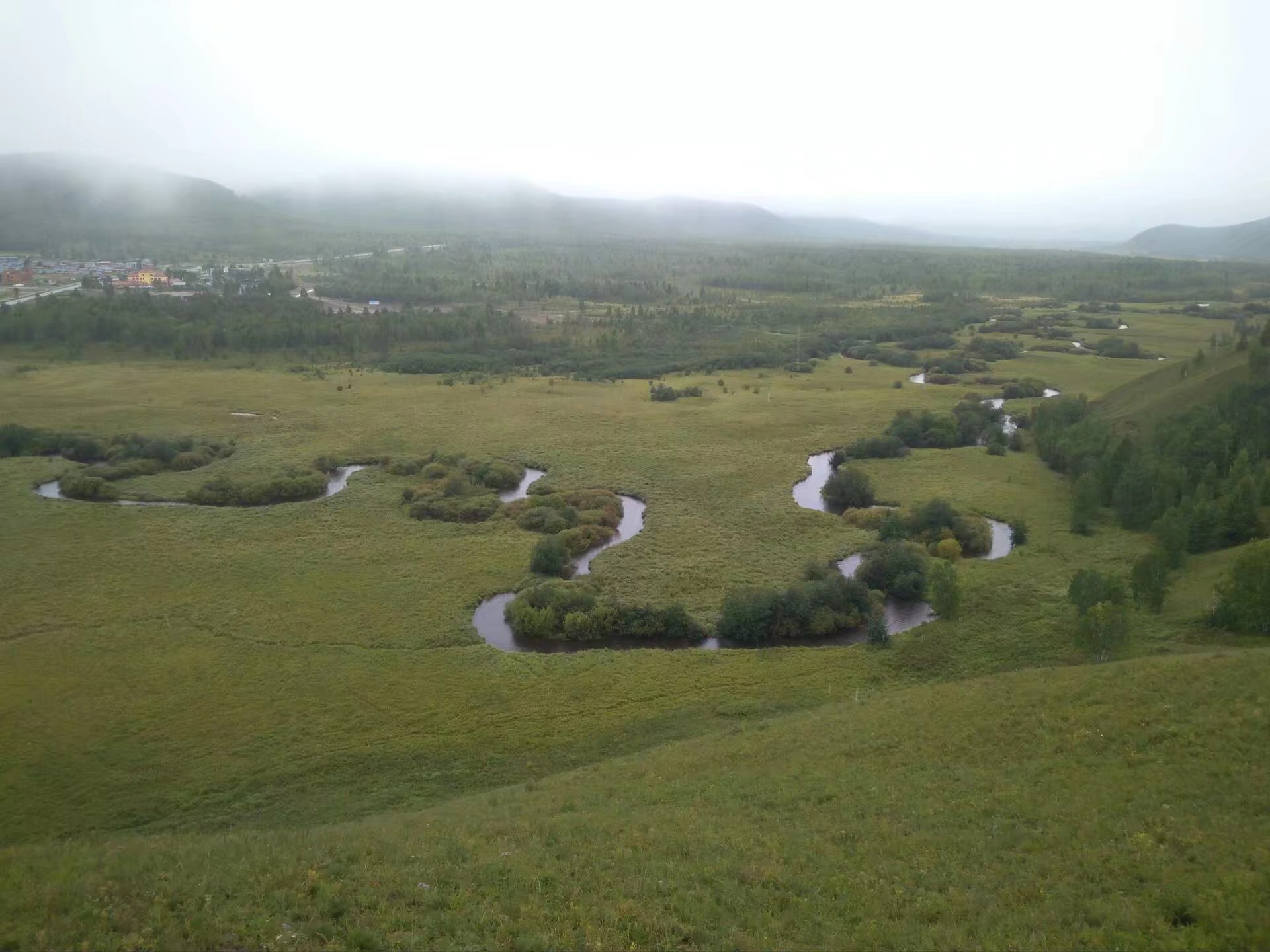
哈乌尔河景区河段

哈乌尔河，位于中华人民共和国内蒙古自治区东北部额尔古纳市境内，是得耳布尔河右岸支流，发源于额尔古纳蒙兀室韦苏木（室韦镇）新立屯东南大兴安岭支脉大黑山，蜿蜒向西南流经恩和俄罗斯族乡的自兴屯、恩和村、朝阳屯、向阳屯、苏沁牧场拉林、永胜、泉山子屯等地。于黑山头镇古城子西北汇入得耳布尔河。河长181.3千米，流域面积1938平方千米。年均径流量1.77亿立方米。